# Juan Ulloa Ramírez
Juan Ulloa Ramírez (Alajuela; 5 de febrero de 1935-11 de febrero de 2017) fue un futbolista costarricense que jugaba como delantero.
El 11 de febrero de 2017, fue invitado a recibir un homenaje en el Estadio Alejandro Morera Soto antes de un partido entre Alajuelense y San Carlos, ya que había jugado para ambos equipos en su carrera. Fue trasladado al Hospital San Rafael de Alajuela, donde falleció.

## Trayectoria
Comenzó su carrera en 1953 en el Alajuelense local, pero también estuvo en Municipal Puntarenas, San Carlos, Uruguay de Coronado y Orión, así como en el extranjero en España con Real Betis, en México con León, en Guatemala con Aurora y Unión Deportiva Canarias en Venezuela.
Fue máximo goleador de la Primera División de Costa Rica en tres ocasiones, en 1959, 1960 y 1966, totalizando un total de 140 anotaciones.
Marcó un récord de 247 goles en todas las competiciones (liga, copa, selección nacional y partidos internos del club). Se retiró en 1970.

## Selección nacional
Jugó 27 partidos y anotó 25 goles con la selección de Costa Rica. Fue el goleador de todos los tiempos hasta que Rolando Fonseca lo superó en 2001.

### Partidos y goles internacionales
| \| N.º \| Fecha \| Ciudad \| Local \| Res. \| Visitante \| Competición \| Goles \| \| --- \| ------------------------ \| ------------------- \| --------------------- \| ---- \| --------------------- \| ------------------------------------------ \| --------------------------- \| \| 1 \| 31 de julio de 1955 \| Ciudad de Guatemala \| Guatemala \| 3:1 \| Costa Rica \| Amistoso \| Anotado \| \| 2 \| 16 de agosto de 1955 \| Tegucigalpa \| Costa Rica \| 6:0 \| Cuba \| Copa CCCF 1955 \| Anotado \| \| 3 \| 1 de marzo de 1959 \| Ciudad de México \| México \| 3:1 \| Costa Rica \| Amistoso \| - \| \| 4 \| 8 de marzo de 1959 \| San José \| Costa Rica \| 1:2 \| México \| Amistoso \| - \| \| 5 \| 14 de diciembre de 1959 \| San Salvador \| Costa Rica \| 6:1 \| Honduras \| Amistoso \| Anotado · Anotado · Anotado \| \| 6 \| 17 de febrero de 1960 \| La Habana \| Costa Rica \| 3:1 \| Guayana Neerlandesa \| Copa CCCF 1960 \| - \| \| 7 \| 21 de febrero de 1960 \| La Habana \| Cuba \| 0:5 \| Costa Rica \| Copa CCCF 1960 \| Anotado \| \| 8 \| 25 de febrero de 1960 \| La Habana \| Honduras \| 1:1 \| Costa Rica \| Copa CCCF 1960 \| - \| \| 9 \| 29 de febrero de 1960 \| La Habana \| Antillas Neerlandesas \| 0:4 \| Costa Rica \| Copa CCCF 1960 \| Anotado · Anotado \| \| 10 \| 8 de marzo de 1960 \| San José \| Costa Rica \| 0:0 \| Argentina \| Campeonato Panamericano 1960 \| - \| \| 11 \| 10 de marzo de 1960 \| San José \| Costa Rica \| 3:0 \| Brasil \| Campeonato Panamericano 1960 \| - \| \| 12 \| 15 de marzo de 1960 \| San José \| Costa Rica \| 0:2 \| Argentina \| Campeonato Panamericano 1960 \| - \| \| 13 \| 17 de marzo de 1960 \| San José \| Costa Rica \| 0:4 \| Brasil \| Campeonato Panamericano 1960 \| - \| \| 14 \| 21 de agosto de 1960 \| San José \| Costa Rica \| 3:2 \| Guatemala \| Clasificación para la Copa Mundial de 1962 \| Anotado · Anotado \| \| 15 \| 28 de agosto de 1960 \| Ciudad de Guatemala \| Guatemala \| 4:4 \| Costa Rica \| Clasificación para la Copa Mundial de 1962 \| Anotado · Anotado \| \| 16 \| 4 de septiembre de 1960 \| Tegucigalpa \| Honduras \| 2:1 \| Costa Rica \| Clasificación para la Copa Mundial de 1962 \| - \| \| 17 \| 11 de septiembre de 1960 \| San José \| Costa Rica \| 5:0 \| Honduras \| Clasificación para la Copa Mundial de 1962 \| Anotado \| \| 18 \| 5 de marzo de 1961 \| San José \| Costa Rica \| 4:1 \| Cuba \| Copa CCCF 1961 \| Anotado \| \| 19 \| 8 de marzo de 1961 \| San José \| Costa Rica \| 6:1 \| Panamá \| Copa CCCF 1961 \| Anotado · Anotado · Anotado \| \| 20 \| 11 de marzo de 1961 \| San José \| Costa Rica \| 3:0 \| Haití \| Copa CCCF 1961 \| Anotado \| \| 21 \| 14 de marzo de 1961 \| San José \| Costa Rica \| 4:2 \| Guatemala \| Copa CCCF 1961 \| Anotado \| \| 22 \| 15 de marzo de 1961 \| San José \| Costa Rica \| 3:0 \| Honduras \| Copa CCCF 1961 \| Anotado \| \| 23 \| 17 de marzo de 1961 \| San José \| Costa Rica \| 4:0 \| El Salvador \| Copa CCCF 1961 \| Anotado \| \| 24 \| 19 de marzo de 1961 \| San José \| Costa Rica \| 8:0 \| Haití \| Copa CCCF 1961 \| Anotado · Anotado \| \| 25 \| 22 de marzo de 1961 \| San José \| Costa Rica \| 1:0 \| México \| Clasificación para la Copa Mundial de 1962 \| - \| \| 26 \| 29 de marzo de 1961 \| San José \| Costa Rica \| 6:0 \| Antillas Neerlandesas \| Clasificación para la Copa Mundial de 1962 \| Anotado \| \| 27 \| 12 de abril de 1961 \| Ciudad de México \| México \| 4:1 \| Costa Rica \| Clasificación para la Copa Mundial de 1962 \| Anotado \| |                          |                     |                       |      |                       |                                            |                             |
| N.º | Fecha                    | Ciudad              | Local                 | Res. | Visitante             | Competición                                | Goles                       |
| 1 | 31 de julio de 1955      | Ciudad de Guatemala | Guatemala             | 3:1  | Costa Rica            | Amistoso                                   | Anotado                     |
| 2 | 16 de agosto de 1955     | Tegucigalpa         | Costa Rica            | 6:0  | Cuba                  | Copa CCCF 1955                             | Anotado                     |
| 3 | 1 de marzo de 1959       | Ciudad de México    | México                | 3:1  | Costa Rica            | Amistoso                                   | -                           |
| 4 | 8 de marzo de 1959       | San José            | Costa Rica            | 1:2  | México                | Amistoso                                   | -                           |
| 5 | 14 de diciembre de 1959  | San Salvador        | Costa Rica            | 6:1  | Honduras              | Amistoso                                   | Anotado · Anotado · Anotado |
| 6 | 17 de febrero de 1960    | La Habana           | Costa Rica            | 3:1  | Guayana Neerlandesa   | Copa CCCF 1960                             | -                           |
| 7 | 21 de febrero de 1960    | La Habana           | Cuba                  | 0:5  | Costa Rica            | Copa CCCF 1960                             | Anotado                     |
| 8 | 25 de febrero de 1960    | La Habana           | Honduras              | 1:1  | Costa Rica            | Copa CCCF 1960                             | -                           |
| 9 | 29 de febrero de 1960    | La Habana           | Antillas Neerlandesas | 0:4  | Costa Rica            | Copa CCCF 1960                             | Anotado · Anotado           |
| 10 | 8 de marzo de 1960       | San José            | Costa Rica            | 0:0  | Argentina             | Campeonato Panamericano 1960               | -                           |
| 11 | 10 de marzo de 1960      | San José            | Costa Rica            | 3:0  | Brasil                | Campeonato Panamericano 1960               | -                           |
| 12 | 15 de marzo de 1960      | San José            | Costa Rica            | 0:2  | Argentina             | Campeonato Panamericano 1960               | -                           |
| 13 | 17 de marzo de 1960      | San José            | Costa Rica            | 0:4  | Brasil                | Campeonato Panamericano 1960               | -                           |
| 14 | 21 de agosto de 1960     | San José            | Costa Rica            | 3:2  | Guatemala             | Clasificación para la Copa Mundial de 1962 | Anotado · Anotado           |
| 15 | 28 de agosto de 1960     | Ciudad de Guatemala | Guatemala             | 4:4  | Costa Rica            | Clasificación para la Copa Mundial de 1962 | Anotado · Anotado           |
| 16 | 4 de septiembre de 1960  | Tegucigalpa         | Honduras              | 2:1  | Costa Rica            | Clasificación para la Copa Mundial de 1962 | -                           |
| 17 | 11 de septiembre de 1960 | San José            | Costa Rica            | 5:0  | Honduras              | Clasificación para la Copa Mundial de 1962 | Anotado                     |
| 18 | 5 de marzo de 1961       | San José            | Costa Rica            | 4:1  | Cuba                  | Copa CCCF 1961                             | Anotado                     |
| 19 | 8 de marzo de 1961       | San José            | Costa Rica            | 6:1  | Panamá                | Copa CCCF 1961                             | Anotado · Anotado · Anotado |
| 20 | 11 de marzo de 1961      | San José            | Costa Rica            | 3:0  | Haití                 | Copa CCCF 1961                             | Anotado                     |
| 21 | 14 de marzo de 1961      | San José            | Costa Rica            | 4:2  | Guatemala             | Copa CCCF 1961                             | Anotado                     |
| 22 | 15 de marzo de 1961      | San José            | Costa Rica            | 3:0  | Honduras              | Copa CCCF 1961                             | Anotado                     |
| 23 | 17 de marzo de 1961      | San José            | Costa Rica            | 4:0  | El Salvador           | Copa CCCF 1961                             | Anotado                     |
| 24 | 19 de marzo de 1961      | San José            | Costa Rica            | 8:0  | Haití                 | Copa CCCF 1961                             | Anotado · Anotado           |
| 25 | 22 de marzo de 1961      | San José            | Costa Rica            | 1:0  | México                | Clasificación para la Copa Mundial de 1962 | -                           |
| 26 | 29 de marzo de 1961      | San José            | Costa Rica            | 6:0  | Antillas Neerlandesas | Clasificación para la Copa Mundial de 1962 | Anotado                     |
| 27 | 12 de abril de 1961      | Ciudad de México    | México                | 4:1  | Costa Rica            | Clasificación para la Copa Mundial de 1962 | Anotado                     |

## Clubes
| Club                 | País       | Año       |
| -------------------- | ---------- | --------- |
| Alajuelense          | Costa Rica | 1953-1961 |
| Real Betis           | España     | 1962      |
| León                 | México     | 1962-1963 |
| Orión                | Costa Rica | 1963-1964 |
| Municipal Puntarenas | Costa Rica | 1964-1965 |
| Aurora               | Guatemala  | 1966      |
| San Carlos           | Costa Rica | 1966-1967 |
| Canarias             | Venezuela  | 1967-1968 |
| Uruguay de Coronado  | Costa Rica | 1968-1969 |
| Alajuelense          | Costa Rica | 1969-1970 |

## Palmarés

### Títulos nacionales
| Título           | Club        | País       | Año  |
| ---------------- | ----------- | ---------- | ---- |
| Primera División | Alajuelense | Costa Rica | 1958 |
| Primera División | Alajuelense | Costa Rica | 1959 |
| Primera División | Alajuelense | Costa Rica | 1960 |

### Títulos internacionales
| Título                                  | Equipo     | Sede       | Año  |
| --------------------------------------- | ---------- | ---------- | ---- |
| Campeonato Centroamericano y del Caribe | Costa Rica | Honduras   | 1955 |
| Campeonato Centroamericano y del Caribe | Costa Rica | Cuba       | 1960 |
| Campeonato Centroamericano y del Caribe | Costa Rica | Costa Rica | 1961 |

### Distinciones individuales
| Distinción                                                                     | Año  |
| ------------------------------------------------------------------------------ | ---- |
| Máximo goleador de la Copa de Costa Rica                                       | 1956 |
| Máximo goleador del Campeonato Centroamericano                                 | 1959 |
| Máximo goleador de la Primera División de Costa Rica                           | 1959 |
| Máximo goleador de la Primera División de Costa Rica                           | 1960 |
| Máximo goleador del Campeonato Centroamericano y del Caribe                    | 1961 |
| Máximo goleador del Campeonato Centroamericano                                 | 1961 |
| Máximo goleador de la Clasificación de Concacaf para la Copa Mundial de Fútbol | 1962 |
| Máximo goleador de la Primera División de Costa Rica                           | 1966 |